# Hazy Osterwald
Hazy Osterwald geboren als Rolf Erich Osterwalder (Bern, 18 februari 1922 - Luzern, 26 februari 2012) was een Zwitserse schlagerzanger en orkestleider.

## Carrière
Rolf Erich Osterwalder was de zoon van interlandvoetballer en boekhouder Adolf (Hazy) Osterwalder. Hij interesseerde zich als scholier ook voor voetbal en werd uitgesloten voor piano-onderricht wegens slecht oefenen. Medescholieren vroegen hem desondanks als pianist in het schoolorkest. In 1939 werd hij orkestleider van datzelfde orkest. Vanaf 1940 bezocht hij het conservatorium en leerde bij Albert Moeschinger componeren en daarnaast leerde hij trompet spelen. In 1941 speelde hij trompet in de band van Fred Böhler, vanaf 1942 onder het pseudoniem Hazy Osterwald. Bij de Original Teddies van saxofonist Eddie Brunner speelde hij in 1944 piano en trompet en in hetzelfde jaar formeerde hij zijn eigen achtmans combo met als zangeres Kitty Ramon. In september 1944 kwam de eerste verbintenis in dancing Chikito in Bern. Aangezien een bigband te duur was, richtte hij in 1949 een sextet op, waarmee hij in hetzelfde jaar op het Festival International 1949 de Jazz te Parijs speelde, waar ook grootheden als Charlie Parker en Sidney Bechet optraden.
Na optredens in Europa verplichtten de Amerikanen het sextet als Hazy Osterwald USO-show. Kort daarna werd in 1952 een 6-maandencontract naar Beverly Hills geannuleerd door de Amerikaanse muzikantenvakbond. Het sextet concentreerde zich daarna weer op Europese steden, waaronder Stockholm, Lissabon en Arosa. In 1953 vond de eerste Duitse radioproductie plaats bij de NWDR in Hamburg en plaatopnamen volgden onder het Oostenrijkse platenlabel Austroton. In 1954 trad het sextet op in de Duitse tv-film Eine kleine, große Reise. In 1955 werd een platencontract getekend bij het platenlabel Polydor en werden opnamen gemaakt met de Keulse producenten Heinz Gietz en Kurt Feltz. In 1957 en 1958 speelden ze in het Parijse Olympia in een uitverkochte zaal.
Het Hazy Osterwald Sextett bestond eerst uit Ernst Höllerhagen (klarinet), Sunny Lang (bas), Gil Cuppini (drums), Pierre Cavalli (gitaar) en Francis Burger (piano). Latere leden waren Dennis Armitage (saxofoon), Curt Prina (piano), Peter Beil (trompet), Lars Blach en John Ward (drums). Ze waren onder meer succesvol door hun humoristische optredens. Hun succesverhaal werd in 1961 verfilmd in de muziekfilm Die Hazy Osterwald Story van regisseur Franz Josef Gottlieb, met Gustav Knuth, Eddi Arent en Peer Schmidt.
In 1957 verscheen bij het platenlabel Heliodor het album Das ist Rhythmus. De eerste single bij Polydor, a:Kriminal Tango/b:Sechs Musikanten, verscheen in oktober 1959 en werd gelijk een hit. Het nummer werd in Duitsland 900.000 keer verkocht en wereldwijd meer dan een miljoen keer. Het was een coverversie van het Italiaanse origineel. De Duitse tekst werd na enige tegenstand van de band geschreven door het Kurt Feltz en geproduceerd en gearrangeerd door Heinz Gietz. Het origineel kwam in de Italiaanse hitparade niet verder dan een 8e plaats, terwijl de Duitse versie de 1e plaats bereikte in de Duitse, Oostenrijkse en Zwitserse hitparade. De muzikanten Dennis Armitage, Werner Dies en Curt Prina hadden zo hun bedenkingen betreffende de titel, maar ze werden toch overtuigd door het arrangement van Gietz. Vooral drummer John Ward, die het pistoolschot mocht afvuren, had er plezier aan.
Het nummer Panopticum (1960) en Konjunctur-Cha-Cha (1961) kwamen niet verder dan de kelder van de hitlijsten. In de Verenigde Staten kwam het nummer La Pachanga (1961), in Duitsland Wieder mal Pachanga genaamd, op de 87e plaats van de Bilboard-hitlijst. De zangeres Audrey Arno werd daarin begeleid door het Hazy Osterwald Sextett.
Daarna volgde in de ARD de internationaal populaire tv-show Lieben Sie Show van de jonge regisseur Michael Pfleghar, die op 24 november voor de eerste keer werd uitgezonden in 35 landen. Hier werd Osterwald in een eigen show gepresenteerd en de laatste aflevering was op 16 maart 1963. Hij toerde tot 1979 onder de naam Hazy Osterwald Jetset. Ze werden de officiële band bij de Olympische Zomerspelen 1972 in München en de Olympische Winterspelen 1976 in Innsbruck, maar ook in talrijke tv-uitzendingen. Op het hoogtepunt van zijn carrière in 1970 had Osterwald een eigen platenuitgeverij en een aantal nachtclubs (Hazyland) in Zwitserland, die hij echter moest afstoten met de opkomst der discotheken. Tot 1984 lastte hij een pauze in en trad daarna op als Hazy Osterwald and the Entertainers in het jazzgenre. In 2005 schonk hij een aanzienlijk deel van zijn privéverzameling, waaronder originele partituren, persoonlijke documenten, foto's en concertregistraties aan het internationale Jazzarchief in Eisenach.

## Privéleven en overlijden
Osterwald was drie keer getrouwd, vanaf 1951 met Käthe Marga Maschetzke, die in 1965 overleed, daarna vanaf 1966 met Ema Damia, welk huwelijk werd ontbonden in 1979 en sinds 1985 met de actrice Eleonore Mathilde Schmid. Hij was vader van vier kinderen. In 1999 openbaarde hij zijn autobiografie. Naar aanleiding van zijn 90e verjaardag werd bekend, dat hij wegens zijn sinds 1992 bestaande ziekte van Parkinson was gekluisterd aan een rolstoel. Op 26 februari 2012 overleed Hazy Osterwald op 90-jarige leeftijd in het Zwitserse Luzern.

## Onderscheidingen
- 1974: Prix Walo
- 2001: Ehren-Prix-Walo
- 2009: Swiss Jazz Lifetime Achievement Award bij JazzAscona voor zijn levenswerk (27 juni)

## Filmografie (selectie)
- 1955: Liebe, Tanz und 1000 Schlager
- 1956: Musikparade
- 1956: Mädchen mit schwachem Gedächtnis
- 1959: Salem Aleikum
- 1960: Schlagerparade 1960
- 1961: Heute gehn wir bummeln
- 1961: Zu jung um blond zu sein

- Bibliothèque nationale de France: cb14000603d (data)
- Gemeinsame Normdatei: 12157749X
- Historisch woordenboek van Zwitserland: 020725
- International Standard Name Identifier: 0000 0000 2874 1151
- Library of Congress Control Number: n00077284
- MusicBrainz: 34840eb0-1969-44d3-bd4c-b1e62024a777
- Nationale Bibliotheek van Israël: 987007580646905171
- Virtual International Authority File: 34654009
- WorldCat: E39PBJd89q6M4TWHxF9vc39kXd